# ژکی مونارون
ژکی مونارون (فرانسوی: Jacky Munaron‎؛ زادهٔ ۸ سپتامبر ۱۹۵۶) بازیکن سابق و مربی فوتبال اهل بلژیک است.
از باشگاه‌هایی که در آن بازی کرده‌است می‌توان به باشگاه فوتبال استاندارد لیژ و باشگاه فوتبال اندرلشت اشاره کرد.
وی همچنین در تیم ملی فوتبال بلژیک بازی کرده‌است.